# 新地雅洋
新地 雅洋 （しんち まさひろ、1963年6月15日 - 2024年3月8日）は、大阪府和泉市出身の元競艇選手。
A1は2007年から、A2は2016年から遠ざかっていて、優勝も2008年にさかのぼらないと記録は残っていないが、元は天才肌として一世を風靡した実力の持ち主。
初出走の住之江で1着を飾り水神祭を上げ、デビューシリーズは1・1・4・2・5で予選を突破して優勝戦4着。翌年4月三国では3・2・1・1・1・1・1で初優勝。
デビュー期の勝率は5.80とわずか半年で一気にスターダムへ乗った。
その後は決して順風満帆とはいかなかったが、1994多摩川周年でG1タイトルも獲得して記録にも記憶にも残るレーサーとして愛され続けている。
戦法は今も昔もそう変わってなく、何でもこなせる自在派。大ベテランになり、前面に闘志は表さなくなったが、ガッツマンとして鳴らした名残りはあり、勝てるチャンスはメイチで行くナイスガイで舟券的な魅力はたっぷりである。